# 미네야마정
미네야마정(일본어: 峰山町)은 일본 교토부 북부의 나카군에 있던 정이다. 단고국 풍토기의 「선녀의 우의 전설」로 알려졌다.2004년 4월 1일에 오미야정·야사카정·아미노정·구미하마정·단고정의 5정과 합병해 교탄고시가 되었다. 단고지방의 지역산업인 단고지리멘의 발상지로서 알려져 있다. 기계 금속공업의 집적지이기도 하다.

## 역사
단고 국은 713년에 단바 국을 분할해 설치된 나라이지만 미네야마 정 주변은 「단고 국 단바 군 단바 향」이며, 고대 단바 국의 중심이었다. 야요이시대 전기 도중 가오카 유적, 센고쿠 유적이 있으며, 대륙계의 도훈이 출토되었다.이세외궁(伊勢外宮)의 고장이며, 일본 오곡, 양잠, 직물, 양조 등의 발상지로 전승이 남는다.
에도시대 초기부터 메이지까지, 미네야마번 쿄고쿠씨의 영국으로서 번창했다.교고쿠씨는 세키가하라의 싸움 후, 코치의 대에 시나노 국 이다로부터 12만 3200석으로 단고 국에 입국했다. 고치의 사후 미야즈 번, 타나베 번, 미네야마 번으로 분리되었고 .미네야마 번은 미네야마에 진야를 짓고 초대부터 12대까지 교고쿠씨가 번주를 맡았다. 나오미네야마 진야정의 지명은 1869년에 변경되어 이 지명이 현재도 대자명의 일부로 계승되고 있다.
1889년 4월 1일에 정촌제가 시행되었을 때, 미네야마쵸와 스기타니무라가 합병해 재차 미네야마쵸가 발족했다.1927년 북 단고 지진 때 미네야마 마을은 멸실률이 97%로 큰 피해를 입었다. 1955년 1월 1일에는 미네야마마치·요시하라무라·고카무라·니야마무라·탄바무라 1정 4촌이 합병해, 재차 미네야마쵸가 발족했다.1979년부터 마스다 게이이치(增田慶一)가 미네야마 정장으로 7선했다.
2004년 4월 1일에 오미야정·야사카정·아미노정·구미하마정·단고정의 5정과 합병해 교탄고시가 되었다. 교탄고시 발족 후에는 미네야마정 동사무소가 교탄고시 관공서의 메인 청사로서 사용되고 있다. 또 쿄탄고시 발족 직후에는, 마스다가 시장 직무 집행자(잠정 시장)가 되었다.

## 지리
단고반도의 북쪽, 동서 약 40km, 남북 약 20km의 동북동에서 서남서로 뻗어 있는 지역은 일반적으로 북단고라고 불리며 대부분은 산지이다.중앙부를 남북으로 흐르는 타케노강을 경계로, 동쪽은 표고 500에서 600미터의 산지가 줄지어 있는 고원상 지형, 서쪽은 미네산·아미노산지, 쿠미하마 산지가 되고 있다.
다케노 강은 단고 반도에서 가장 큰 강으로 교탄고 시 오미야 정 이십 강에서 동시 단고 정 다케노까지의 약 31km를 흐르고 있다.
미네야마 정은 이 다케노 강의 중류인 나카군 분지에 트인 정이다.마을의 면적은 67.45평방 킬로미터. 미네야마 정내에는 마스도메강, 히사츠구강, 고니시 강 등 다케노 강의 지류가 있다. 이들 강 유역에는 하안 단구를 볼 수 있다.
미네야마정에서 가장 높은 산은 남서쪽에 있는 이사나 산이며 서쪽에 히사츠기봉, 동북쪽에 오하라 산이 있다. 히사시봉 등 서쪽 산은 응회암 등 제3기 화산성 암석으로 덮여 있다. 갯사산 등 남쪽 산은 화강암으로 이루어진 가파른 산이며, 중군분지 둘레는 화강암 완경사의 산이나 구릉으로 이루어져 있다.

## 교통

### 철도
- 기타킨키 탱고 철도
  - 미야즈 선